# Amoret
Amoret je stavbna plastika, podoben puttu - mali deček, največkrat s perutmi, ki po vzoru antičnih erotov predstavlja boga ljubezni v posvetnih scenah, posebej v rokokoju.

## Vir
- Wilfried Koch, Umetnost stavbarstva, MK 1999, ISBN 86.11-14124-5